# 峰由樹
峰 由樹（みね ゆき、1984年6月23日 - ）は東京都出身のモデル、女優。血液型O型。
映画『虹の橋』で子役デビュー。2011年から出演しているラジオ番組『くにまるジャパン』（文化放送）では、その声質から「ひよこ」の愛称で親しまれている。2016年4月30日に結婚式を挙げた。

## 出演

### テレビドラマ
- 大河ドラマ『八代将軍吉宗』第17回（1995年、NHK） - 松姫役
- 超力戦隊オーレンジャー 第32話（1995年、テレビ朝日） - 真由美役
- 家なき子2（1995年、日本テレビ）
- 木曜の怪談『怪奇倶楽部（小学生編）』（1995年、フジテレビ） - 長田洋子役
- 超光戦士シャンゼリオン（1996年、テレビ東京） - 由美役
- テツワン探偵ロボタック（テレビ朝日） - 日向葵役
- 花より男子 第7話（2005年、TBS）
- 魔弾戦記リュウケンドー（2006年、テレビ愛知） - 中居役
- 月曜ミステリー劇場『捜し屋★諸星光介が走る!2』（2005年、TBS） - アナウンサー役
- 大学病院救急救命室 Vital Signs（2007年、BS-i） - 優子役
- 土曜ワイド劇場『犯罪被害者相談室〜癒やしの事件簿〜』（2007年、朝日放送）
- 世にも奇妙な物語（フジテレビ）
- はみだし刑事情熱系（テレビ朝日）

### その他のテレビ
- 上岡龍太郎がズバリ!（TBS） - 「めざせスーパースター名子役50人編」ゲスト
- うたのなる木（NHK-BS2）
- 64マリオスタジアム（テレビ東京）
- 妄想ビーム（テレビ東京）
- ガチンコ!（TBS） - 「アイドル学院」出演
- 生活達人（TBS）
- 買物大図鑑（TBS）
- ブランチショッピング（TBS）

### 映画
- 虹の橋（東宝） - 千代役

### CM
- アサヒ飲料 バヤリース
- ライオン Ban
- トミー マイメールポケットミメル
- 年末ジャンボ宝くじ（2010年）

### 広告
- マルイ「母の日」
- 西友
- 花王 ニベア
- 美女暦（2010年6月3日、2010年8月11日）

### 舞台
- ゴブリンとレプリシア（1995年）
- SAZEN〜丹下左膳

### ショー
- 新井唯夫『JOI of LIFE』
- アジアビューティーエキスポ2007
- 新横浜国際ホテルブライダルショー
- 湘南クリスタルホテル
- 山野愛子美容祭

### ラジオ
- くにまるジャパン（文化放送）
  - 2011年1月 - 9月：水曜・木曜レポーター
  - 2011年10月 - ：「クイズレストランジャポネ」アシスタント（不定期）
  - 2011年11月 - ：「ピヨピヨ最先端情報」
  - 2012年4月 - ：「まごまご最先端情報」（みんなの孫日記内）